# Heinrich Gottlob von Warkotsch

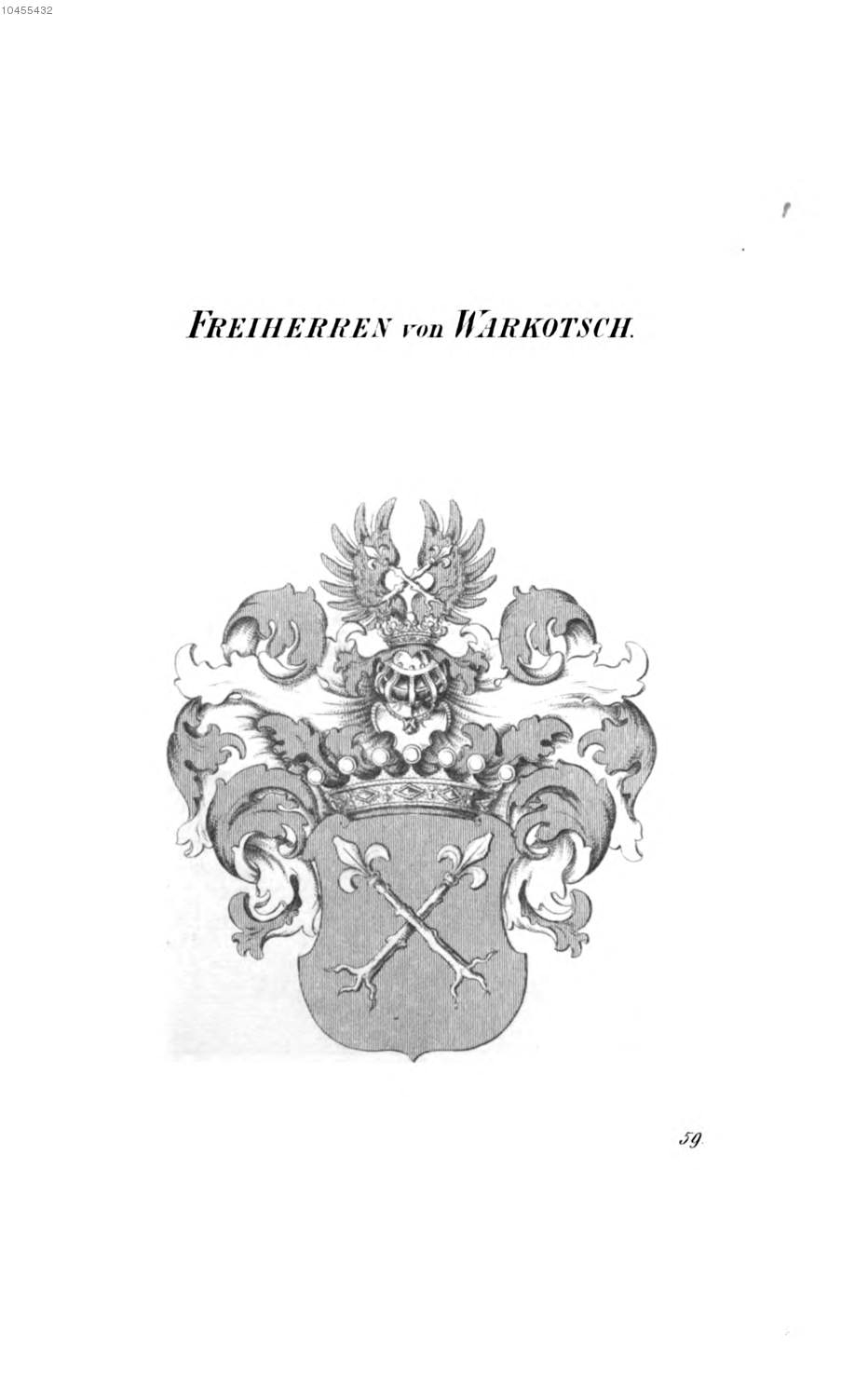
Familienwappen

Heinrich Gottlob von Warkotsch (* 1706; † 1764 in Raab in Ungarn) war ein schlesischer Adliger. Sein Name wurde bekannt durch den Versuch, Friedrich den Großen während des Siebenjährigen Krieges an die Österreicher zu verraten.

## Leben
Heinrich Gottlob Freiherr von Warkotsch entstammte einem alten schlesischen Adelsgeschlecht aus Warkocz bei Strehlen in Niederschlesien. Er diente zuerst in der österreichischen Armee. Als sein Bruder, der preußische Kammerherr Karl Ferdinand von Warkotsch starb, bat er um seinen Abschied und übernahm die väterlichen Güter in und um Schönbrunn (heute polnisch: Strużyna). Er hatte zwar dem preußischen König den Vasalleneid geleistet, blieb aber österreichisch gesinnt. Der Preußenkönig war 1761 zweimal bei Warkotsch zu Gast, nahm jedoch sein Hauptquartier in dem an die Stadt angrenzenden Dorf Woiselwitz.
Warkotsch war befreundet mit dem Generaladjutanten von Krusemark und besuchte diesen in Woiselwitz, wobei er die geringe Absicherung des preußischen Hauptquartiers wahrnahm.
Warkotsch nahm über den katholischen Geistlichen Franz Schmidt aus dem Dorf Siebenhufen Verbindung zu dem österreichischen General Draskovich auf, der Laudon informierte. Mit dem erforderlichen Briefwechsel war Warkotschs Jäger Mathias Cappel beauftragt, dessen Frau schließlich Verdacht schöpfte. Die Eheleute öffneten schließlich einen der Briefe und leiteten eine Abschrift an das preußische Hauptquartier in Woiselwitz weiter. Ein Rittmeister von Rabenau wurde sofort ausgesandt, um Warkotsch und Schmidt zu verhaften, doch konnten sich beide zu den Österreichern flüchten.
Am 22. März 1762 wurden Warkotsch und Schmidt durch die Oberamtsregierung zu Breslau in Abwesenheit zum Tode verurteilt. Das Urteil wurde symbolisch am 11. Mai 1762 auf dem Salzring, dem späteren Blücherplatz, in Breslau vollzogen, indem das Wappen von Warkotsch zerschlagen wurde. Cappel wurde von den Preußen zum Hegermeister im brandenburgischen Germendorf ernannt. Warkotsch wurde von Österreich mit jährlich 4000 Gulden für den Verlust seiner Güter entschädigt. Er soll um 1764 unter anderem Namen in Ungarn verstorben sein.